# Гонконг на зимних Олимпийских играх 2010
Гонконг на зимних Олимпийских играх 2010 был представлен одной спортсменкой в шорт-треке.

## Результаты соревнований

### Шорт-трек
Женщины
| Соревнование | Спортсмены  | Отборочный раунд | Отборочный раунд | Четвертьфинал | Четвертьфинал | Полуфинал | Полуфинал | Финал     | Финал     | Финал     | Итоговое место |
| Соревнование | Спортсмены  | Результат        | Место            | Результат     | Место         | Результат | Место     | Название  | Результат | Место     | Итоговое место |
| ------------ | ----------- | ---------------- | ---------------- | ------------- | ------------- | --------- | --------- | --------- | --------- | --------- | -------------- |
| 500 метров   | Хань Юэшуан | 48,625           | 3                | не прошла     | не прошла     | не прошла | не прошла | не прошла | не прошла | не прошла | 24             |
| 1000 метров  | Хань Юэшуан | 1:37,883         | 3                | не прошла     | не прошла     | не прошла | не прошла | не прошла | не прошла | не прошла | 27             |
| 1500 метров  | Хань Юэшуан | 2:36,233         | 5                | не прошла     | не прошла     | не прошла | не прошла | не прошла | не прошла | не прошла | 32             |